# دانشگاه اوکلند
دانشگاه اوکلند (به انگلیسی: Oakland University) یک دانشگاه تحقیقاتی دولتی در آبرن هیلز و روچستر هیلز واقع در ایالت میشیگان آمریکا است که در سال ۱۹۵۷ میلادی به‌وسیله موقوفات ماتیلدا داج ویلسون تأسیس شد. این دانشگاه نخست با نام دانشگاه ایالتی میشیگان-اوکلند شناخته می‌شد که زیرنظر هیئت امنای دانشگاه ایالتی میشیگان فعالیت می‌کرد. این دانشگاه در سال ۱۹۷۰ استقلال نهادی را از هیئت‌مدیره به‌دست آورد و به دانشگاه اوکلند تغییرنام داد.
دانشگاه اوکلند یکی از هشت دانشگاه تحقیقاتی در ایالت میشیگان است و در میان "R2: دانشگاه‌های دکترا - داری فعالیت تحقیقاتی بالا" طبقه‌بندی می‌شود. این دانشگاه ۱۳۲ رشتۀ لیسانس و ۱۳۸ رشتۀ دورۀ تکمیلی حرفه‌ای، کارشناسی‌ارشد و دکترا، ازجمله رشته‌های ارائه‌شده توسط دانشکدۀ پزشکی ویلیام بومونت دانشگاه اوکلند را ارائه می‌دهد. در سال ۲۰۱۶ بیش از ۲۰،۰۰۰ دانشجو در این دانشگاه ثبت‌نام کردند.